# Francesco Roberti
Francesco Roberti (ur. 7 lipca 1889 w Pergola, zm. 16 lipca 1977 w Rzymie) – włoski kardynał, wysoki urzędnik Kurii Rzymskiej.

## Życiorys
W latach 1902–1913 studiował na Pontyfikalnym Seminarium Rzymskim. 3 sierpnia 1913 otrzymał w rodzinnej miejscowości święcenia kapłańskie. Pracował następnie duszpastersko w diecezji rzymskiej. W latach 1916–1929 rektor niższego Seminarium Rzymskiego. Był też wykładowcą prawa kanonicznego na Ateneum "S. Apolinare" (1918–1938). Od 1927 sprawował funkcję adwokata w Rocie Rzymskiej. Jako wykładowca założył i był redaktorem czasopisma "Apollinaris". W latach 1931–1936 podsekretarz w Kongregacji ds. Seminariów i Uniwersytetów. Następnie został audytorem w Rocie Rzymskiej. W latach 1937–1943 dziekan Pontyfikalnego Instytutu "Utriusque Iuris". W latach późniejszych związany z Wikariatem Rzymu, Kongregacją Soboru i Sekretariatem Stanu.
Na konsystorzu z grudnia 1958 otrzymał kapelusz kardynalski i diakonię Santa Maria in Cosmedin. Od 14 listopada 1959 prefekt Najwyższego Trybunału Sygnatury Apostolskiej. Jako że od 1962 roku wszyscy kardynałowie mieli być biskupami, Roberti wraz z jedenastoma kolegami z kolegium przyjął sakrę z rąk Jana XXIII w dniu 19 kwietnia 1962. Otrzymał wówczas stolicę tytularną Colonnata. Brał udział w konklawe 1963. 26 czerwca 1967 otrzymał nowy kościół tytularny SS. XII Apostoli, a on sam został kardynałem prezbiterem. 26 marca 1969 przeszedł na emeryturę. Pochowany został w rodzinnej miejscowości.